# الخضرة منت مبروك
الخضرة منت مبروك (مواليد 1938) هي شاعرة من الصحراء الغربية، تشتهر بشعرها الصحراوي.

## سيرة ذاتية
ولديت الخضرة عام 1938 في ولاية تيرس زمور. كانت عائلتها بدوية، وقضت طفولتها مع عائلتها في الترحال للبحث عن مراعٍ لحيواناتهم. تعلّمت الشعر في عمر صغيرة بالاستماع لأداء آخرين.
أول ما تعلّمت من الشعر كان مدح جمال المرأة، لكن بعد حركة تقرير المصير من أسبانيا في سبعينيات القرن العشرين، تغيّر شعرها ليصبح واعيًا اجتماعيًا ويحتفل بالإنجازات العسكرية لجبهة البوليساريو. Al الخضرة هي واحدة من عدة شعراء أصبح عملهم جزءً حيويًا من المقاومة الثقافية للصحراويين. وهي الشاعرة الصحراوية الوحيدة التي وثّقت حرب الصحراء الغربية بين عامي 1976 و1991. تدور مواضيع أشعارها عن الجدار الرملي المغربي في الصحراء الغربية، ومدرعة جبهة البوليساريو الأولى، ودحض «مغرببة» وطنها، وتوفير الوقود للثورة.

## الإعلام
حفيدة الخضرة هي المغنية عزيزة إبراهيم، والتي غنّت أشعار جدتها حول العالم. وألبوم «مبروك» مخصص للخضرة ويسجّل أعمالها. عام 2012، كانت الخضرة موضوع الفيلم الوثائقي «الخضرة: شاعرة الصحراء» والذي تم عرض في مهرجان أفريكا إن موشن في ذلك العام.